# Comuna Bala, Mehedinți
Bala este o comună în județul Mehedinți, Oltenia, România, formată din satele Bala (reședința), Bala de Sus, Brateșul, Brativoești, Câmpu Mare, Cârșu, Comănești, Crainici, Dâlma, Iupca, Molani, Rudina, Runcușoru, Sărdănești și Vidimirești.

## Istoric
În localitatea Bala au fost descoperite câteva urme romane, fapt care arată că aici a existat o populație băștinașă pe care romanii au cucerit-o. Ruine romane s-au găsit și în satul Cârșu, după cum sublinia arheologul Dumitru Tudor:
Cârșu (com. Bala.) se semnalează aici urme de ruine antice din care s-a scos sesterț de bronz de la Traian (Moisil Creșt colect în an Ac. Rom. 1939-1940, p. 144).	
Monede romane și resturile unor albii din lemn de stejar au fost descoperite în zona băilor, semn că acestea erau cunoscute încă de pe timpul romanilor.
În satul Dâlma, care aparține comunei, în locul numit Dealul Vâlculeștilor , a fost localizat un cimitir roman, după cum menționa același arheolog.
Locul este menționat și de către revizorul școlar N. D. Spineanu în timpul căruia s-a făcut descoperirea unei pietre inscripționate cu litere latine. Această piatră se afla la bisericuța din satul Dâlma și locuitorii n-au vrut s-o doneze sub nicio formă până când nu li s-a promis de către autorițăți că li se va ridica în sat o școală, după cum sublinia revizorul școlar:
„Așa că numai după ce li s-a promis școala ce s-a și deschis în toamna anului 1892 și după ce li s-a oferit o sumă de bani pentru repararea bisericii a putut fi ridicată această piatră. Credința locuitorilor este că în interiorul acestei pietre au fost ascunse comori, mai ales că se bănuiește că piciorul prestolului este făcut tot dintr-o piatră cu inscripțiune veche luată tot din acel loc. ”
Aceste câteva documente arată că suntem în fața unei localități vechi care este atestată documentar încă din vremea lui Mircea cel Bătrân. În tradiția locală există unele legende legate de acest domnitor despre care se spune că ar fi avut aici grajdurile pentru caii folosiți în războaie. Documentul de atestare a localității datează din 10 iunie 1415 și are următorul conținut: „1415 (6923) iunie 10, Argeș.
În Hristos Dumnezeu, binecredinciosul și de Hristos iubitorul și singur stăpânitorul, Io Mircea mare voievod și domn, din mila și darul lui dumnezeu, stăpânind și domnind peste toată țara Ungrovlahiei și părțile de peste munți încă și către părțile tătătrești și pe amândouă părțile peste toată Podunavia încă și până la Marea cea Mare și stăpânitor al cetății Dârstorului. A binevoit domnia mea cu a sa binevoință, cu inima curată și luminată și am dăruit acest atotcinstit hrisov boiernașilor domniei mele, Vlad cu nepoții săi, Șișa și Buia și lui Stănilă cu frații săi, ca să-i fie lui Vlad cu toți nepoții lui, Buia, Șișa și lui Stănilă cu frații lui, satul numit Bela, care este în județul Motrului, ca să fie lui Vlad cu toți nepoții lui, de ocină și de ohabă, satul Bela și Preslop. Au dat domniei mele un cal și o cupă. De aceea să le fie de ocină și de ohabă începând de la vama oilor, de la vama porcilor, de albinărit, de găletărit, de vinărici, de gloabe, de cărături, de podvoade, adică de la slujbele mici până la cele mari, de acestea toate să le fie de ohabă lor și copiilor lor, nepoților și strănepoților cât va trăi domnia mea și cât va trăi fiul domniei mele, Mihail voievod...
Iată aceștia sunt martorii acestui hrisov: Radu ban-vornic, jupan Martin, Aga ban, jupan Stoica rusul, jupan Dragomir dela Segarcea, baldovin logofăt, Micul vistier și Vasea purtătorul de sabie, Stanciu comis, Manea stolnic, Gherghina paharnic.
Și eu, Mihail gramatic, care am scris la Argeș, luna Iunie 10 zile în anul 6923 (1415) indiction 8, în vremea când a venit Mustafa Celapi.
Io, Mircea voevod, din mila lui dumnezeu domn.
Acad. R.P.R., C 123
Orig, slav, perg, pecete atârnată căzută.
Locația descrisă în documentul de atestare este situată în satul Bala de Sus, unde există locul numit Prislop.
Un alt vechi document ce atestă localitatea Bala, din 15 februarie 1692 este în original la o săteancă din Bala de Sus, Sibinescu Maria, care prin bunăvoința ei a dat voie domnului Petre Scurtu, creatorul muzeului din localitate și autorul mai multor cărți (printre care și monografia "Satul meu natal - Bala de Sus"), să publice conținutul lui în una din aceste cărți, textul fiind:
"„Noi, doisprezece boeri, ce suntem luați din porunca Marii sale lui Constantin Voevod, de Pătrașcu Cârșat ot gor Bala (Bala de Sus), J Brad ogo Nicola (și frătescu Nicola) și cu toți cetași lor Sibinesci și de Janoși Zaharesci, I. Dumbravă, Vâlcan și de văru său Oteosin, se le alegem moția din hotarul Sisinescilor. Când am fost la di și la soroc am mers la facia locului și am vestit pe toți mojnenii Băluceni și Panorăni ca să vie cu scrisori ce vor avea și când am intrat în hotaru Sisinesci a venit toți moșnenii și le-am cerut cărțile de moșie să cercetăm să putem îndrepta hotaru, deci scoaseră luceni o carte de patru Boeri cu leatu 7010 (1502), ce este și pentru Panorani, cu semnele hotarului lor Panoră și Băluța începând ocolul hotarului lor cu semnele acestea: …….. unde se încolțește cu D-lui Lupu Glogoveanu, apoi ………………….
Mai întrebarăm și pă numitei Sibinesci și dahoriesei ce le die Vâlcani, de au vreo carte să ne ne vă arate și să ne arată pătrașcu Cârșat cei dice și Sibin, un hrisov cu leatu 7000 (1492) ce era făcut pe hotaru Sisinesci, să vădu că moșia mari numiți Sibinesci cu cetași lor, al 2-lea Zaharesci ce se și sic Vâlcani se împarte pe în două cu Sibinesci și Ocolnica acesta ce o facem hotarului Sibinesci începe din …………………………. Și continup cu !Zapist cu leatu 7003 (1495) marte în 4, iar în încheiere” Și sau dat această carte lui Pătrașcu Cârșat să aibă a ținea și a stăpâni cu cetași lui Jeatu 7200 (1692) februarie 15.
Apoi numele celor 12 boeri, ce au fost trimiși de Constantin Voevod, pentru stabilirea – practic – a hotarului dintre Bălenii de Sus și Ponoreni și Bălănțeni – Lupu Mezinca, Mohai Modovan, Dumitrașcu Paharnicu ot Corcova, Martin Mezincha, Ionașcu ot Cloșani, Stroe Paharnicu, Pârvu Bășica, Udrișce, Mihai Mezinca ot Brosceni, Sabanu ot Brăbești, Radul ot Cornu,
Pătru Paharnicu"
De ale mele.
Petre Scurtu, pag. 289
Documentele despre existența localității sporesc în secolele al XVIII-lea și al XIX-lea. În anul 1723 satul apare menționat pe harta realizată de Schwantz cu numele de Bahla, iar în Conscripția de la 1727 este consemnată în Plasa de Mijloc a ispravnicului Staico Glogoveanu, drept moșie megieșească cu 72 familii (39 megieși, 18 birnici, 2 nevolnici și 11 văduve) . Ca avuție sunt trecuți 39 de locuitori cu moșii, 34 de vii, 188 de vite mari și 44 de cai.
În anul 1819 în sat erau 63 de familii grupate în 12 ½ lude (26 fruntașe, 17 de mijloc și 20 codașe) în anul 1835, 94 de familii, iar în vremea lui Alexandru Ioan Cuza (1864) existau 120 de familii, fapt care ilustrează sporirea permanentă a populației.
În 1891 comuna Bala era formată din satele Bala de Jos și Cârșu și avea 800 de locuitori care posedau 108 bovine, 182 ovine, 19 cai și 182 familii de albine, iar în 1894 la Bala existau 145 de contribuabili și 156 de case, după cum nota revizorul școlar N. D. Spineanu:
„Ocupațiunea locuitorilor este agricultura și creșterea vitelor. Calitatea pămîntului este de mijloc. Aici se cultivă și pomi mulți. Ei posedă 31 de pluguri, 68 de care cu boi, 5 căruțe cu cai și 112 stupi ”.
În anul 1906 în sat existau 200 familii, așa cum se poate observa din consultarea Chestionarului întocmit pe acest an.
Actualmente comuna cuprinde un număr de 15 sate care au fost grupate, de-a lungul vremii, în comune diferite. La început satul Bala de Jos a format comună împreună cu cătunul Cârșu, iar Bala de Sus împreună cu Lăturoasa și Brateșu (1864-1912). După anul 1912 comuna a fost alcătuită din satele: Bala de Jos, Bala de Sus, Cârșu și Lăturoasa, până în anul 1925. În perioada premergătoare războiului (1932-1938) comuna cuprindea din nou satele Bala de Jos și Cârșu, iar între 1938-1942 acestora li s-au mai adăugat: Câmpu Mare, Chițimii, Giurești, Iupca, Lăturoasa și Sărdănești. C Papacostea Pajură în dicționarul său arăta că satul Bala dispunea în anul 1947 de 189 de clădiri, 153 de gospodării și 618 locuitori:
„Are o unitate cooperativă, 38 de cazane de țuică. Satul e amintit de D. Fotino la 1819 și anterior de Schwantz la 1720-1723 .”
După 1950 în componența comunei intrau și satele: Berești, Rudina, Runcșor (1952-1954). În anul 1970 comuna Bala cuprindea 15 sate care au rămas în componența ei până acum: Bala de Jos, Bala de Sus, Brateș, Brativoești, Câmpu-Mare, Cârșu, Comănești, Crainici, Dâlma, Iupca, Molani, Rudina, Runcșor, Sărdănești, Vidimirești.
În 1977 în satul Bala de Jos existau 835 locuitori, în 1992, 915, iar în anul 2002 au fost identificați 936 locuitori.

## Așezarea geografică
Localitatea Bala este situată într-un cadru depresionar, aproape de apa Râienilor, de o parte și de alta a drumului care face legătura cu Șovarna și Ilovăț. De aici până la reședința de județ, municipiul Drobeta Turnu-Severin sunt 50 km. Cele mai apropiate orașe sunt Motru și Baia de Aramă, aflate la distanța de aproximativ 25 km.
Căile de acces către această stațiune balneoclimaterică sunt reprezentate de arterele rutiere care străbat județul Mehedinți:
- drumul județean DJ 670: Florești - Câmpu Mare - Crainici, care asigură legătura cu orașul Baia de Aramă;
- drumul județean DJ 671 A, care se ramifică în localitatea Câmpu-Mare și străbate satele Iupca, Bala, Bala de sus, Rudina;
- drumul comunal DC 44, care face legătura cu DJ 671 A
- drumul comunal DC 42, care se intersectează cu DJ 670 lângă localitatea Comănești;
- drumul comunal DC 43, care leagă localitatea Bala de Sus cu DJ 671 A;
- drumul comunal DC 54, care face legătura rutieră între DJ 671 A și localitățile Runcșoru și Dâlma;
- drumul comunal DC 45 A, care face legătura cu satul Vidimirești.

Majoritatea drumurilor sunt nemodernizate, dar sunt bine întreținute.
Rețeaua feroviară este slab reprezentată având ca puncte terminale căile ferate de la Drobeta Tr. Severin, Motru și Târgu Jiu.
Bala reprezintă, alături de Ponoarele, una dintre cele mai răspândite comune ale județului Mehedinți, cu cel mai mare număr de sate, aflate la distanțe de până la 20 km de centrul comunei. Ea se învecinează cu comunele Isverna, Ponoarele, Glogova, Cătunele (aparținând județului Gorj), Balta și Ilovăț și orașul Baia de Aramă (satele Pistrița și Negoești). Este situată la marginea estică a podișului Mehedinți până la limita cu depresiunea formată de pârâul numit Râieni, între Cuca Berești (sud-vest), Culmea Belii (est) și Gevrinu (Culmea Mormodolului - la nord). Localitatea este mărginită de dealuri împădurite la limita de sus: Dealul Bârlanului, Coasta Babii brăzdate de văi (care coboară până la apa Râienilor): Valea lui Dancu, Valea Alunului, Valea Stancului, Valea lui Ban, Valea Mierlii.
Dealurile sunt potrivite ca înălțime, acoperite cu păduri de fag și stejar, salcâm ori plop, așa cum sunt cele două culmi amintite: Berești (382 m) și Bala (369 m). Pornind de la aceste culmi împădurite, dealurile coboară lin către firul apei, acoperite cu fânețe, vii și pomi. Printre fânețe, pe care oamenii le numesc impropriu livezi, se dezvoltă în voie o serie de arbuști: măceșul, rugul, alunul, porumbarul, păducelul, curpenul, sângerul, etc. Pe culmea Bereștilor care desparte satul de Rudina se găsesc cele mai multe plantații de vii, dată fiind expunerea solară. Asemenea plantații se mai găsesc și pe dealul care face legătura între valea lui Ban și valea Alunului, în Valea lui Dancu sau în Dealul de Sus. Pe aceste dealuri se dezvoltă bine prunul și se află numeroase plantații. Cireșii, nucii, perii sau merii cresc izolat sau sunt plantați de către localnici în grădini și locuri închise. Culturile de bază sunt porumbul, grâul, cartoful și ovăzul, care adesea este însămânțat prin lucernă, atunci când oamenii vor să lase locul să se mai refacă. Lunca, aflată pe lângă apa Râienilor este folosită pentru cultura porumbului și a legumelor ca și locurile mai joase de la Polom, Valea Stancului, Valea lui Ban. Înainte vreme o ocupație de bază a locuitorilor o constituia creșterea vitelor, dar acum numărul acestora a scăzut vizibil pentru că tineretul, în genere, pleacă din sat îndreptându-se spre orașe.
Localitatea are o climă blândă, destul de secetoasă, mai cu seamă în lunile iulie și august, din verile aride. Temperatura medie pe timpul iernii este de 7-8 grade, iar media anuală a precipitațiilor atmosferice este de 800–1000 mm. Vânturile predominante sunt cele din vest, nord-vest și sud-est.

## Școala și biserica

### Școala
La Bala de Jos școala s-a deschis la 1 decembrie 1838 cu un număr de 31 de elevi, avându-l drept candidat de învățător pe Vasile popa Ioan Mândrea. Numele Mândrea nu există acum în localitate, fapt care ne face să credem că învățătorul se numea de fapt Mandreș, dovadă că între anii 1863-1867 a fost menționat un învățător cu numele: Gheorghe Mandreș. În timpul reformei lui A. I. Cuza s-a înființat un al doilea post pe care a fost ocupat de dascălul Petre Iovescu, apoi școala a intrat într-o avansată stare de degradare și a fost închisă, redeschizându-se abia în anul 1886. De-a lungul vremii aici au funcționat mai mulți învățători dintre care menționăm pe: N. Popescu, Gh. Pătruțescu, Tudor Constantinescu. Localul propriu-zis al școlii, cu două săli de clasă, s-a ridicat după planul Casei Școalelor în anul 1924. In ultimul timp fiind într-o stare acută de degradare în decembrie 2007 clădirea a fost demolată.
În timpul regimului comunist în majoritatea satelor au fost ridicate școli noi, iar la centrul de comună a fost construită o școală impunătoare în care funcționau 10 clase.
În clădirea veche a funcționat până după revoluție căminul cultural și biblioteca. În fruntea acestei școli a fost multă vreme în calitate de director Iulian Cerbulescu, urmând Ștefania Vințan, Maria (Trotea) Podeanu, Elisabeta Mureșanu, Ion Gurgu. Din anul 2006 directorul școlii este Pasat Daniel. Dupa anul 2015 , au fost urmatorii directori : Prundeanu Dumitru , Radu Rodica, Avramovici Lavinia si in prezent Busuioc Marinică.

### Biserica din Bala de Jos
Așezată la poalele dealului numit Cuca, înconjurată de cimitir, biserica actuală este o construcție de zid începută în anul 1884 și terminată în anul 1890.
Ea a fost ridicată pe locul unei construcții mai vechi și a suferit mai multe reparații. Una dintre acestea a avut loc în anul 1912, prin contribuția epitropului Meilă Geană care era și primarul satului. Între anii 1977-1980 biserica a fost reparată prin stăruința părintelui Ion C. Semenescu cu contribuția locuitorilor satului și stăruința deosebită a lui Mihai Iovescu- Sotea, Constantin Șerban, Ion Nimară. Pictura bisericii a fost refăcută de zugravul V. Băleanu din Miculești, care a rescris deasupra ușii de la intrare pisania:
Acest sfânt și dumnezeiesc locaș, cu patronul Sf Ierarh Nicolae s-au reînceput edificarea lui în anul 1884 septembrie 16, în locul temeliei celei vechi cu binecuvântarea fostului nostru Episcop D. D. Iosif Bubulescu și s-au terminat în zilele noului nostru episcop Ghenadie Enceanu Craioveanu al Eparhiei Râmnicului și Noului Severin și în zilele regelui nostru Carol I, regele României și s-a terminat în anul 1890 cu stăruința părintelui nostru protoereu Ștefan Călărășanu și cu stăruința și cheltuiala robilor lui Dumnezeu Nicu Mandreș, Niță Geană, V. Șotea, Constantin Cosmulescu, Constantin Petculescu și toți ceilalți locuitori băleni enoriași ai acestei biserici zugrăvită de mine Ghe. Gh. Ionescu, zugrav din Baia de Aramă. S-a sfințit în zilele IPS Mitropolit Nestor Vornicescu, protoereu Ion Tobă, preot iconom Ion C. Semenescu, sfințită azi, 8 noiembrie 1980. Zugrav V. Băleanu, județul Gorj.
În pronaos, în partea dreaptă a intrării, sunt zugrăviți ctitorii: Nicu Mandreș, Niță Geană și Vasile Șotea, îmbrăcați în costume populare. Ei poartă cămași albe, cioareci și haine albe de dimie cu modele stilizate la brâu, la mâneci și la piept. Ceilalți ctitori sunt zugrăviți în partea stângă a intrării, în aceeași ținută impunătoare. C. Șotea poartă costum de dorobanț, cu sabia în mâna stângă, iar C. Piciu, C. Cosmulescu și Niță Brebu au câte o carte în mâna dreaptă.
Pe același perete, pe o bucată de tablă sunt zugrăviți membrii familiilor N. Brebu și Nicolae N. Mandreș.
N. Brebu poartă costum popular, haină de dimie de culoare închisă și cioareci albi, iar lângă el soția Minodora are ciupag și opreg roșu, purtând la gât o salbă de bani. Pe deasupra ținutei are o haină lungă, lucrată din dimie neagră.
N. Mandreș este singurul în ținută militară având în mână sabia. Sub acest tablou de familie scrie:
Acest tablou s-au ridicat prin stăruința și cheltuiala D-lui Grigore Cleciu. Pentru amintire decedaților pe care se află acest tablou: Niță Brebu mort la anul 1897, Marița N. Brebu moartă în 1906, Ion N. Brebu, mort în 1900, Minodora, moartă la 1907. Nicolae N. Mandreș mort la 1905.
Pe peretele de la intrare se află și un pomelnic al ctitorilor în care sunt menționate numele celor care au contribuit la refacerea bisericii:
Tot în pronaos, pe partea dinspre nord, chiar deasupra ferestrei, este zugrăvit Sf. Proroc Ilie cu carul de foc, probabil pentru faptul că la Sf. Ilie se ține hramul satului Bala de Jos.
Acum biserica se află la a treia reparație importantă, ce se execută în timpul păstoririi preotului Ionuț Blidaru Semenescu cel care îndeplinește și funcția de protopop al Severinului. A fost consolidată din nou fundația, s-a dat jos învelitoarea veche de tablă a bisericii și i s-a pus un acoperiș nou de tablă după care urmează rezugrăvirea întregului locaș și resfințirea.

### Biserica din Crainici
Arhitectura bisericii din Crainici, de un farmec deosebit, se îmbină armonios cu istoria și decorul splendid oferit de natura în mijlocul căreia este amplasată, oferind priveliști minunate. Este în comuna Bala, Județul Mehedinți construită în anul 1818 Poartă Hramul Intrarea în Biserică a Maicii Domnului Cod monument Istoric:MH-II-m-B-10306
Sărbătoare anuală: 21 NoiembrieSupranumită și Mănăstirea Burnaz, biserica parohială Crainici este așezată între satele Crainici și Sărdănești din Comuna Bala și a fost ctitorită în 1818 de Ion Burnaz cu fiul său, Costache Burnaz și cu soțiile lor, Ana și Ruxandra, fiind sfințită și pictată în 1837.Biserica poartă hramul Intrarea în Biserică a Maicii Domnului și este înscrisă pe lista monumentelor istorice. Se spune că boierii Burnaz au dorit să realizeze acest lăcaș după ce au văzut biserica Glogovenilor, construită la 1730 în satul Glogova (jud. Gorj). Se spune că boierii Burnaz au dorit să realizeze acest lăcaș după ce au văzut biserica Glogovenilor, construită la 1730 în satul Glogova (jud. Gorj). Amplasarea bisericii în decorul natural se bucură de multe avantaje. În vecinatate se găsește dealul înalt( numit Scaunul Domnesc), ce oferă o frumoasă privelișteConform tradiției locale, domnitorul Radu cel Frumos, care a pășit de multe ori pe acele meleaguri, a construit aici un frumos foișor de vară, lucrat în întregime din lemn, dar care cu timpul, a căzut în ruină și a dispărut; înalțimea a fost folosită și de Tudor Vladimirescu cu ocazia mișcarii de la 1821 când a așezat aici o gardă de observație, împrejurimile oferind mereu ascunzători și refugii pentru locuitori, mai ales în vremurile tulburi ale istoriei.În ceea ce privește arhitectura bisericii, aceasta este de o proporție deosebită, îmbinându-se fericit cu decorul policrom al fațadelor. Lăcașul este construit din cărămidă pe temelie de piatră, în formă de cruce cu ziduri groase, având pridvor, naos dreptunghiular, pronaos cu o singură turlă deasupra și altar semicilindric.S-a respectat stilul bizantin, cu tindă boltită și pictură cu scene din Vechiul și Noul Testament. Pe exterior, de jur-împrejur, sub streșinile acoperișului, sunt pictați profeții din Vechiul Testament și apostolii din Noul Testament( Proorocii Daniel Samuel, Isaia, Anania, Apostolii Pavel Ion, Andrei, Iacob și Arhanghelul Mihai).De la intrare te frapează pridvorul brâncovenesc deschis cu 6 stâlpi și 5 arce, care susțin 2 calote sferice. Într-o scenă pictată aici, Eva este înfățișată ca o țărancă torcând, în timp ce legănă copilul cu piciorul. Tot în interior găsim pictate portretele ctitorilor- boierii Burnaz cu soțiile lor în costum popular, iar între cele despărțituri ( pronaos, naos si altar) pe Sfinții Apostoli, Sfântul Cristofor-înfățișat cu cap de oaie, Izvorul Tămăduirii, sau pe Sfinții Mucenici Mina și Teodor Tiron.Catapeteasma din zid este pictată deasupra ușilor împărătesti, având în laterale icoane portabile. De reținut că toate ferestrele au fost construite ca la cetățile de apărare: înguste în exterior și largi în interior. Deasupra ferestrei din pronaos sunt pictate cuvioasele Paraschiva și Maria, iar în naos Sfinții Pantelimon, Cosma și Trifon.
Tradiția spune că în centrul satului, pe Ulița Țigănească, pe deal, a mai existat o veche biserică de lemn, mai veche decat cea a boierilor Burnaz, care a fost însă folosită drept combustibil de către autoritățile comuniste din 1950, la cuptorul de topit piatră de var, pentru a se realiza Căminul Cultural al satului. Pe locul ei nu s-a păstrat decât vechea clopotniță de 
lemn.
```
  In prezent , in parohia Crainici , preotul Daniel slujeste . Preotul Rață Daniel Costin are o familie frumoasa , alaturi de sotia sa ,
```

Maria, si de cele doua fiice : Stefania si Teodora
BISERICA SF. APOSTOLI DIN COMANESTI
      Monument istoric .
Biserica parohiala din comuna Bala , situata la 53 km N de Tr. Severin si la 12 km de Baia de Arama. Ridicata pe locul unui vechi schit , facut de Milos Iuzbasa . În Pisanie se consemneaza anul de întemeiere 1879 si anul zugravirii 1882, pictor Simeon Ionescu din Tr. Severin . Pe un perete interior se afla înfatisati color ctitorii : C-tin Frânculescu si sotia Dumitra , Ilinca M . Scânteie cu fiul lor si pr. D. Comanescu cu sotia si fiul.
La proscomidie se vede numele ieromonahului Elisei si al calugaritei Metodia , înmormântata în cimitirul de lânga biserica. Un document pastrat de preotul paroh Blaj ilustreaza plecarea parintelui Elisei la Mânastirea Meteora de pe Muntele Athos : Las pe aceasta tablita scris ca a sosit ziua sa plecam la Meteora eu si cu fratele întru credinta Pahomie , ca sa ne izbavim de oamenii cei rai si vicleni , ca nu este a tuturor credinta . Si întru toata amagirea nedreptatii voiu da voua scrisu cu zestre a mosteni, cu nadejdea ca dupre a lui Dumnezeu mila sa ne urmati noua spre tot lucru bun….
Cele ce am scris întaresc cu pecete , fiind semnul de la urma care-l las.
Semnatura/De ani 85, anul 1866, Iulie 27 / Lui Dumnezeu slava.
Asezata la poala dealului , înconjurata de cruci vechi , unele cu inscriptii chirilice , dupa tinuta arhitectonica aceasta biserica are personalitate. În apropiere se afla , de asemenea , o frumoasa troita de lemn, ridicata în 1941.
Biserica din Giuresti . 
```
  Datorita parintelui Cotoi Nicolae ,aceasta bisericuta a fost renovata . Din anul 2013 , preotul Nicolae slujeste la aceasta Biserica . El are 3 copilasi : Alexia , Sarra si Casian .Parintele are o frumoasa varsta de 33 de ani , el fiind nascut pe 1 octombrie 1985 . In prezent , acesta s-a mutat la o parohie mai aproape de casa (Tg.Jiu), aceasta parohie fiind „condusa” tot de parintele Daniel
```

## Potențial balneo-turistic
Stațiunea Bala dispune de rezerve apreciabile de apă minerală și nămol terapeutic, fiind profilată pe cura internă și externă. Izvoarele minerale se găsesc pe Valea Chiciora, mic afluent al pârâului Râieni.
Structura geologică a zonei a fost investigată de către Gh. Murgoci (1898-1907), I. Ionescu Argetoaia (1914), Al. Codarcea (1940-1941), M. G. Filipescu (1942), N. Oncescu și Th. Joja (1952), Fl. Marinescu și echipa (1956-1960), I. Focșa (1960), A. Zberea și echipa (1965-1966).
Apele minerale de la Bala au făcut obiectul cercetărilor lui V. Dragoș (1967-1970), I. Dumitrescu (1968), Al. Gheorghe, C. Calotă (1972).
Gheorghe Popa a stabilit în anul 1974 perimetrul de protecție al zăcământului de apă minerală din zonă care a fost delimitat astfel:
- la nord-vest, culmea dintre valea Țigănească și valea Pietrișului, în lungul șoselei dintre Brateș și Bala de Sus;
- la sud-vest, de-a lungul bazei versantului drept al Văii Râieni, în lungul șoselei Bala de Jos – Bala de Sus – Rudina;
- la sud-est, interfluviul dintre doi afluenți pe stânga ai Văii Râieni, în amonte de Bala de Jos, Valea lui Dancu I și Valea lui Dancu II;
- la nord-est, în lungul drumului de creastă dintre Valea Râieni și Valea Lăturoasa.

Ape minerale au fost descoperite și în zona limitrofă, la Crainici printr-un foraj executat până la adâncimea de 2270 m. Din punct de vedere hidrogeologic se poate remarca acumularea acviferă din depozitele aluvionare ale luncii pârâului Râieni, care constituie principale sursă de alimentare cu apă a localității.
Conform unui studiu de balneologie realizat în anul 1980 de către Vasile Ștef, Petre Lungu, Florentin Vulpe și Mariana Dacos, aceste rezerve s-au format în urma unui accident tectonic produs în această zonă în urma căruia s-au ivit mai multe izvoare pe ambele maluri ale pârâului Chiciora. Aceste izvoare au fost captate în mod rudimentar și folosite încă de pe vremea romanilor, așa cum am menționat.
Izvorul nr. 1, numit de localnici „Izvorul de ochi” se găsește pe versantul stâng al văii Chiciora, în dreptul fostului bazin acoperit, la circa 35–40 m de firul văii.
Debitul izvorului era în anul 1977 de 0,18 l/s.
Izvorul nr. 2 a fost captat tot pe versantul stâng al văii la circa 20 m de același bazin având un debit de 0,6 l/s în anul menționat.
Izvorul nr. 3 denumit de localnici „Izvorul de iod” a fost captat pe versantul drept al văii Chiciora la circa 80 de m de fosta baracă. Apa era transportată printr-o conductă metalică și folosită înainte de săparea sondelor la dușurile pentru spălarea nămolului. Debitul izvorului era de 0,14 l/s.
Asemenea izvoare se mai află de o parte și de alta a văii la baza versantului sudic al dealului Chiciora, între Valea Chiciora și Valea Țigănească. Cercetătorul G. Popa a identificat o linie de izvoare termo-minerale cu un debit total de 8 l/s.
Doctorul E. Cociașu pe baza analizelor chimice efectuate până în anul 1970 arăta că apa de la stațiunea din Bala este o apă minerală hipo-mezotermală, oligominerală, sulfuroasă, fără o dominantă chimică, asemănându-se prin compoziție cu izvoarele nr. 24, 11 și 12 de la Olănești, cu izvoarele nr. 7 și 14 de la Călimănești și cu izvoarele de la Mangalia. Apa acestor surse de la Bala poate fi utilizată atât în cura internă, cât și în cea externă sub formă de băi. În cura internă, apa se poate utiliza în afecțiuni gastro-intestinale, gastrite cronice, ulcer, în dispepsiile intestinale de fermentație, în afecțiunile hepatobiliare, urmări după hepatita virotică sau toxică, alergii alimentare, în colecistite simple sau litiazice, în urmări după intervenții pe vezica biliară, în cataracte cronice ale căilor aeriene, în curele de diureză, în litiazele renale, în infecții renouretrale, în intoxicații cu metale grele.
În cura externă apele pot fi folosite în reumatisme cronice, artrite sau artroze, în afecțiuni ginecologice și afecțiuni dermatologice, afecțiuni ale aparatului locomotor, afecțiuni oftalmologice, afecțiuni ale sistemului nervos periferic.
În afara acestor izvoare aici există și o zonă mlăștinoasă acoperită de vegetație specifică, cu nămol terapeutic.
Nămolul sapropelic este furnizat prin acțiunea apelor termo-minerale după modalitatea vulcanilor noroioși, fiind însoțit adesea și de emanații de gaze.
În urma analizelor acestor ape minerale s-a constatat caracterul oligomineral sulfuros, hidrogenul sulfurat având valori între 0,3 și 9 mg/l..
Analizele ulterioare efectuate la Crainici au indicat un chimism clorurat, sodic-calcic, bromo-iodurat, cu conținut redus în sulfați, specific apelor cu structuri închise (ape de zăcământ). Temperaturile acestor izvoare minerale captate indicau valori între 17 și 25 grade C.
Aceste ape nu sunt radioactive. Rezultatele testărilor chimice au fost consemnate la 24 octombrie 1979 de către M. Gavrilescu subliniind compoziția bicarbonică și a hidrogenului sulfurat. Aspectul depresionar al zonei, ca și prezența apei sulfuroase hipotermale sunt factori care determină o floră și o faună specifică acestei turbării. În margina bălților se găsesc anumite plante cu rădăcinile înfipte în mâl care favorizează formarea nămolului. Cercetările întreprinse au dovedit că sub stratul de vegetație existent se formează un nămol fluid negru-cafeniu. În cazul turbăriei din Bala pe traseul canalelor prin care se scurge apa sulfuroasă se pot evidenția acumulări de nămol negru sapropelic rezultat din descompunerea materialului organic de natură animală și vegetală. Compoziția chimică a stratului de nămol mineral cenușiu-vinețiu cu impregnații de culoare neagră care se găsește sub pătura superioară de nămol curgător, negru-cafeniu cu resturi vegetale, reflectă în mod fidel factorii care au luat parte la formarea lui: apă, substanțe volatile, substanțe minerale, celuloză, acizi.
Pe baza analizei nămolul cenușiu-vinețiu de la Bala se poate defini ca un nămol argilos cu conținut mare de substanțe minerale insolubile în apă (31,43g %) și cantități apreciabile de substanțe organice (5,35g %) reprezentate în principal din celuloză (2,32g %), substanțe proteice (0,68g %), acizi humici (0,58g %), grăsimi (0,23g %).
Acizii humici din nămolul de Bala se compară cu cei din nămolul din lacul Techirghiol și cantitatea lor este superioară nămolurilor din lacurile de la Sovata.
Din punct de vedere al proprietăților fizice se remarcă umiditatea ridicată a nămolului (63%) comparabilă cu cea a nămolului de Techirghiol și aciditatea relativ ridicată caracteristică a mediului acid de formare a turbei. Nămolul negru care se recoltează și se folosește în mod empiric prezintă caracteristici diferite. Acesta se formează în contact direct cu apa sulfuroasă și are un conținut mai ridicat de hidrogen sulfurat.
Volumul total de nămol negru-cafeniu curgător și de nămol cenușiu-vinețiu cu proprietăți terapeutice existent în zona investigată a fost estimat la 8520 mc.
Nămolul terapeutic este utilizat în reumatism degenerativ, reumatism articular, stări alergice după reumatism sau infecții, afecțiuni ginecologice, afecțiuni ale sistemului nervos periferic, sechele musculo-articulare după traumatisme.
Complexul balnear Ceres
Complexul balnear a fost dat în folosință în anul 1977, are 4 etaje și dispune de 208 locuri de cazare, având un număr de 35 persoane angajate și 15 asistenți. Camerele sunt cu 1 și 2 paturi, fiind dotate cu tot confortul necesar.
Celor care vin la tratament li se oferă serviciu de cazare, masă și bar (restaurant). Biletele de tratament se pot obține prin Casa națională de pensii, atât pentru pensionari cât și pentru toți cei care plătesc asigurări sociale.
În anul 2007 complexul a împlinit 30 de ani de existență și evenimentul a fost comemorat prin ridicarea unei troițe din lemn pe soclul căreia scrie:
Ridicată cu ajutorul lui Dumnezeu, prin stăruința conducerii și salariaților unității de tratament balnear BALA, la împlinirea a 30 de ani de la înființare.
9 martie 2007.
În toată această perioadă unitatea de tratament a fost condusă de către câțiva directori: Tutunaru, Bărbulete, Ion S. Popescu care și-au adus contribuția la modernizarea ei permanentă. Din anul 2005 directorul stațiunii este domnul Mărgeanu Viorel, un om al locului care se trage din satul Runcșor, iar director economic este domnul Ion Trotea, originar din satul Rudina care aparține acum aceleași comune.
În cadrul stațiunii balneare se tratează afecțiunile reumatologice prin băi galvanice, radiații cu ultrasunete, împachetări cu parafină și alte proceduri.
Cei bătrâni vin adeseori în cârjă ori în baston și pleacă ameliorați în urma băilor termale și a tratamentelor de aici.
Bazinele de nămol
Pe lângă această stațiune, băile se pot face și la bazinele de nămol, împărțite în două categorii: pentru bărbați și pentru femei. Aici vin oameni din satele din jur și din alte localități care locuiesc la hotelul primăriei și la pensiunile din Bala.
Ștrandurile
Apa termală a fost valorificată prin construirea a trei ștranduri de dimensiuni și adâncimi diferite, care sunt deschise pe toată perioada lunilor de vară, începând din mai și până în septembrie. În zilele de duminică și la sărbători, la aceste ștranduri vin cetățeni din toate colțurile țării.

## Alte obiective turistice
Elemente de potențial turistic natural:
- cascada „Buraica” de la Bala de Sus
- pădurea de nuci „Ursoaica”;
- Râpa Dracului amplasată la hotarul dintre Giurești și Sărdănești;
- „Scaunul Domnesc” aflate pe raza localității Crainici;
- Dealurile „Mormântul Jidovului” aflate pe raza localității Bala de Sus

Elemente de potențial turistic antropic:
Monumente istorice și situri arheologice
- așezarea dacică „La fântână” din Bala de Sus;
- așezările romane din locurile numite „Vârful cu plopi” și „Vârful Vâlculeștilor” din Rudina și Dâlma;
- castrul roman din Cârșu unde s-au descoperit fragmente de ceramică romană și un sesterț din timpul împăratului Traian;
- ruinele tunelului Bejna de la Rudina;
- fragmente din drumul roman Drobeta-Cătunele descoperite la Iupca;

Monumente istorice și ansambluri de arhitectură
- schitul Crainici cu biserica de zid „Intrarea în biserică a Maicii Domnului” construită în 1818 de către frații Burnaz, cu fresca originală de la 1837;
- biserica de lemn din satul Comănești, metoh al sfintei mănăstiri Tismana;
- biserica de lemn „Sfinții Voievozi” din satul Giurești construită de tatăl căpitanului de panduri Constantin Ghițan Giurescu în anul 1779 și reconstruită în anul 1884 de preotul Ion Giurescu;
- biserica de lemn din Bala de Sus;
- biserica de lemn din Vidimirești „Sfântul Nicolae” datând din anul 1806, lucrată de meșteri lemnari din familia Totir care păstrează icoane din anul 1808 pictate de Ghiță Zugravul;
- biserica de lemn din Runcșoru datând din 1834, restaurată în anul 1895;
- biserica de lemn „Sf. Ilie” din satul Dâlma care a avut la pristol piatra de mormânt a ilirului Dasus Capito, proprietar colonizat aici în timpul stăpânirii romane (sec. II, d. Hr.);
- biserica de zid cu hramul „Sf. Nicolae” din Bala de Jos, construită în anul 1882;
- biserica din satul Molani, ridicată în anul 1938 de familia Molăneștilor.

Monumente de factură civilă
- casa-muzeu „Petre Scurtu” din Bala de Sus.
- casele: Marioara Fânu, Ion Vlădulescu (1875),Ion Geană, Constantin Petculescu, Mircea Cușmulescu din Bala;
- casele: Nicolae Scurtu, Maria Raicu și Ion Mitroi din Bala de Sus;
- casele Petre Mandreș și Nicolae Modreanu din Vidimirești;
- casa Ion Oprișan din Berești;
- casele Petrică Bosan (1900) și Nicu Petru (1898) din Crainici;
- poarta din cătunul Chițimii (1780);

Pentru dezvoltarea viitoare a stațiunii în planul urbanistic Reactualizare. P.U.Z. Stațiune Bala. Județul Mehedinți Proiect nr. 5115/2006 întocmit de un colectiv compus din: Viorica Dicu, Viorel Nica, Viorel Veber, Vasile Damian, Valerian Popescu, Mihai Bălteanu și Gheorghe Pîrvănescu. S-a urmărit o investigare atentă a zonei în conformitate regulile de urbanism și s-a procedat la delimitarea acesteia și propunerea unor obiective precise pentru modernizarea ei:
- Zona centrală compusă din:
  - obiective de interes public existente și propuse;
  - locuințe colective și individuale, pensiuni agro-turistice;
  - circulații carosabile și pietonale;
  - spații verzi.

- Zona stațiune balneo-climaterică, compusă din:
  - complex balneoclimateric – hotel Ceres 2
  - P+4, 208 locuri (existent);
  - complex turistic p+4 – spații de cazare 108 locuri, tratament alimentație publică,

agrement (propus);
- - teren tenis – propus;
  - parc de odihnă și recreere – propus;
  - bază de agremenet – existentă;
  - bază de tratament – existentă;
  - locuințe individuale și pensiuni agro-turistice - existente și propuse;
  - piață, bazar (spații vânzare, parcaje, restaurant, bar, grupuri sanitare ecologice) – propuse;
  - spații verzi amenajate – gazon + plantații de protecție – propuse;

- Zona locuințe individuale
  - locuințe individuale existente și propuse;
  - pensiuni pentru etapă viitoare;
  - stație pompare ape uzate;
  - spații verzi, plantații de protecție.

În afara a acestor elemente locale care reprezintă puncte reale de atracție trebuie să menționăm faptul că și vecinătățile acestei localități atrag turiști din toată țara. În partea de nord-vest, se află comuna Ponoarele cu întregul ei complex hidrocarstic. Legătura dintre cele două localități se face pe valea Râienilor (Delurenilor) printr-un loc pitoresc numit Cheile Băluței, traseu turistic marcat cu semnul PG (punct galben). De aici, de la poalele unei stânci denumită Piatra Dajului pe care crește cel mai frumos liliac din întreaga zonă, se face alimentarea cu apă a complexului balnear și a localității. Foto
Alte frumuseți și atracții naturale deosebite din zonă sunt masivele muntoase Piatra Cloșanilor și Vârful lui Stan ori pitoreasca Vale a Cernei, Cheile Țăsnei, Cheile Sohodolului și Peștera Ponoare, Peștera Isverna, Peștera Bulba și Peștera Cloșani, care ar putea constitui trasee turistice pentru asigurarea unui sejur plăcut.
Nu departe de Bala se găsește mănăstirea Tismana, ctitoria călugărului Nicodim și schitul Cioclovina.
Prin implementarea acestui program de către o echipă tânără a Primăriei din localitate, condusă de către primarul Constantin Chițimia și viceprimarul Valeriu Ohima, secretarul Mihai Șoalcă și de către consilierii locali, stațiunea Bala ar putea deveni o zonă atractivă și reprezentativă pentru acest colț de țară numit județul Mehedinți.

## Demografie
Componența etnică a comunei Bala
     Români (89,08%)
     Romi (1,89%)
     Alte etnii (0,06%)
     Necunoscută (8,97%)
Componența confesională a comunei Bala
     Ortodocși (90,33%)
     Alte religii (0,52%)
     Necunoscută (9,15%)
Conform recensământului efectuat în 2021, populația comunei Bala se ridică la 3.289 de locuitori, în scădere față de recensământul anterior din 2011, când fuseseră înregistrați 3.963 de locuitori. Majoritatea locuitorilor sunt români (89,08%), cu o minoritate de romi (1,89%), iar pentru 8,97% nu se cunoaște apartenența etnică. Din punct de vedere confesional, majoritatea locuitorilor sunt ortodocși (90,33%), iar pentru 9,15% nu se cunoaște apartenența confesională.

## Politică și administrație
Comuna Bala este administrată de un primar și un consiliu local compus din 13 consilieri. Primarul, Valentin Ohima-Mândruț[*], de la Partidul Național Liberal, este în funcție din 2012. Începând cu alegerile locale din 2024, consiliul local are următoarea componență pe partide politice:
|  | Partid                          | Consilieri | Componența Consiliului | Componența Consiliului | Componența Consiliului | Componența Consiliului | Componența Consiliului |
|  | ------------------------------- | ---------- | ---------------------- | ---------------------- | ---------------------- | ---------------------- | ---------------------- |
|  | Partidul Social Democrat        | 5          |                        |                        |                        |                        |                        |
|  | Partidul Național Liberal       | 5          |                        |                        |                        |                        |                        |
|  | Alianța pentru Unirea Românilor | 2          |                        |                        |                        |                        |                        |
|  | Alianța Dreapta Unită           | 1          |                        |                        |                        |                        |                        |

## Vezi și
- Biserica de lemn din Runcușor
- Platoul Mehedinți (sit de importanță comunitară)